# Wendi Richter
Victoria Lynn Richter (ur. 8 września 1961 w Bossier City) – amerykańska wrestlerka lepiej znana pod swoim pseudonimem ringowym jako Wendi Richter. Była dwukrotną mistrzynią kobiet WWF i odgrywała ważną rolę w popularyzacji organizacji World Wrestling Federation w czasie kolaboracji firmy z MTV. W uznaniu jej zasług, została wprowadzona do WWE Hall of Fame w 2010.

## Życiorys
Urodziła się 8 września 1961 w Bossier City w stanie Luizjana jako Victoria Lynn Richter. Ukończyła liceum Bossier High School w Boissier City.
Po ukończeniu liceum zapisała się do szkoły wrestlingu Lillian Ellison School of Professional Wrestling, prowadzonej przez wrestlerkę o pseudonimie The Fabulous Moolah. Debiutowała w walce w 1980 i przyjęła pseudonim ringowy Wendi Richter. Przez pierwsze 4 lata pracowała dla różnych organizacji.
W 1984 dołączyła do organizacji World Wrestling Federation. W tym czasie piosenkarka Cyndi Lauper i heel menedżer Captain Lou Albano rywalizowali ze sobą o to kto bardziej przyczynił się do sukcesu utworu Girls Just Want to Have Fun. Ich konflikt doprowadził do walki 23 lipca na gali The Brawl to End It All, emitowanej na żywo w MTV. Wendy Richter, której menedżerem była Cyndi Lauper, pokonała w walce o mistrzostwo kobiet WWF swoją mentorkę i ówczesną mistrzynię The Fabulous Moolah, której menedżerem był Lou Albano. Moolah była w tym czasie mistrzynią przez 28 lat z jedynie kilkoma krótkimi przerwami. Przez kolejne miesiące Cyndi Lauper nadal wspierała Richter jako menedżerka.
Po utracie mistrzostwa Moolah została menedżerką wrestlerki Leilani Kai, która pokonała Richter i przejęła tytuł 18 lutego 1985. Richter odzyskała mistrzostwo w walce rewanżowej, która miała miejsce 31 marca 1985 na pierwszej z serii gali WrestleMania. W listopadzie broniła tytułu w walce przeciwko zamaskowanej wrestlerce o pseudonimie Spider Lady. Przeciwniczka wygrała przez przypięcie, które zostało niestandardowo szybko odliczone przez sędziego. Okazało się, że zamaskowaną przeciwniczką była Fabulous Moolah. Na nagraniu z walki widać dezorientację i zaskoczenie Richter, sędziego, a także konferansjerów. Wcześniej Moolah miała spór z dyrektorem generalnym WWF, Vince’em McMahonem, o warunki jej kontraktu. Zdaniem wielu mediów Richter nie wiedziała o zaplanowanym zwycięstwie przeciwniczki. W mediach to wydarzenie zostało nazwane Original Screwjob. Nazwa ta odnosiła się do bardziej znanej kontrowersji w wrestlingu, jakim był Montreal Screwjob. Po utracie tytułu Richter odeszła z World Wrestling Federation i walczyła w różnych organizacjach, w tym American Wrestling Association. Po 1989 przestała walczyć regularnie. Do 2005 stoczyła jedynie kilka walk.
Na emeryturze została agentem nieruchomości, wróciła do szkoły, rozpoczęła studia nad fizjoterapią i terapią zajęciową, a także zajmowała się tresurą psów wystawowych.
W 2010 została przyłączona do galerii sławy WWE Hall of Fame, a w 2012 do Professional Wrestling Hall of Fame.

## Mistrzostwa i osiągnięcia
- American Wrestling Association
  - AWA World Women’s Championship (1 raz)
- National Wrestling Alliance
  - NWA World Women’s Tag Team Championship (2 razy) – z Joyce Grable
- World Wrestling Council
  - WWC Women’s Championship (2 raz)
- World Wrestling Federation/Enterteinment
  - WWF Women’s Championship (2 razy)
  - WWE Hall of Fame (2010)[1]
- Professional Wrestling Hall of Fame and Museum
  - Wprowadzona w 2012[3]